# Doune
Doune è un burgh scozzese sito nell'area amministrativa di Stirling in Perthshire. Si trova nel territorio della parrocchia civile di Kilmadoch ed è circondato dei fiumi Teith e Ardoch Burn. A Doune vi è un famoso antico castello che prende il nome dal burgh.

## Storia
Il castello, costruito alla fine del XIV secolo, domina il paese. Bonnie Prince Charlie passò da Doune nel 1745. 
Doune era famosa anche per la produzione di pistole, che è cessata a causa della concorrenza dei produttori di Birmingham, dove la produzione era più economica. Oggi queste pistole si trovano nei principali musei, tra cui il Museum of Scotland di Edimburgo.

## Film e serie tv
Doune è stata utilizzata come location cinematografica. Il castello è famoso per le riprese di Monty Python e il Sacro Graal, Ivanhoe, Il trono di spade e Outlander.